# Nacław (przystanek kolejowy)
Nacław – zlikwidowany przystanek kolei wąskotorowej (Koszalińska Kolej Wąskotorowa), w Nacławiu, w województwie zachodniopomorskim, w Polsce. Przystanek został zlikwidowany w kwietniu 1945 roku.